# 飓风丽娜
颶風麗娜（英語：Hurricane Rina）是2011年大西洋颶風季的第18個熱帶氣旋、第17場獲命名的風暴、第7場颶風和第4場大型颶風。麗娜於10月23日從西加勒比地區的一個低氣壓區發展而成。低氣壓迅速增強，並於次日早上升格為熱帶風暴麗娜。麗娜繼續迅速加強並向西北偏西北麗娜，並於10月24日成為颶風。10月25日，麗娜大致向西移動並最終達到三級颶風的最高強度。但是，在10月26日，麗娜大幅減弱，並降級為一級颶風。風暴進一步減弱，麗娜在10月27日降級為熱帶風暴。在降級為熱帶風暴之後，麗娜繼續減弱，然後在10月28日消散。

## 氣象歷史
10月19日，一個低氣壓區在一道位於尤卡坦半島的極東南部地區的冷鋒尾端形成。此後不久，低氣壓區從冷鋒中分離，並慢慢向西南偏西移動，進入西加勒比地區。10月19日下午較後時間，低氣壓區開始增強，同時向西南移動，現時其中心在中美洲沿岸近海。10月20日上午，與同一低氣壓區相關的雲層和陣雨在西加勒比地區開始增加，雖然當時該系統的氣壓沒有下降。當晚，風暴開始顯現出更多組織；然而，上層風速卻被描述為“僅僅有利於”發展，該地區相對乾燥的空氣是風暴發展的障礙。10月21日整天，其氣壓開始下降，系統變得更加有組織，而系統的中心則轉移到聖安德烈斯島附近的加勒比海西南部。10月22日，系統的氣壓繼續下降，而系統幾乎停留不動。由於上層風速尚未有利於熱帶氣旋發展，該系統的結構在當天仍然混亂。
10月23日早上，系統的雷暴活動有所增加。當天上午6時，系統在普羅維登西亞島以北約101公里處增強為第十八號熱帶低氣壓。10月24日凌晨0時，
低氣壓已經增強為熱帶風暴，並被命名為“麗娜”（Rina）。當天早上，麗娜在溫暖的水域中緩緩地增強，
數小時後，颶風獵人偵察機的報告顯示，麗娜迅速增強為颶風，持續風速為每小時120公里。衛星圖像顯示風暴開始存在對流帶，而偵察機表明，颶風向西北偏西移動時減速。颶風在低風切變的溫暖海水下繼續增強，並於10月25日上午6時成為二級颶風。由於麗娜位於非常溫暖的海水中和良好的上層流出，颶風在當天繼續增強，其風力增強，並開始發展出細小的風眼。颶風受其以北的一道高壓脊的影響下向西北偏西移動。由於麗娜在有利的環境下，颶風在傍晚繼續增強，在下午18時成為三級大型颶風。6小時後，麗娜在切图马尔東南偏東南約407公里處達到風力時速185公里，氣壓966毫巴（百帕，28.53英寸汞柱）的最高強度。
然而，麗娜的最高強度並沒有持續很長時間，在達到最高強度後12小時就下降至低於大型颶風強度的標準。10月26日，由於風切變增加，麗娜顯著減弱，並在下午18時降級為一級颶風。系統圍繞著高壓脊的邊緣大致向西北偏西和西北方移動。10月27日中午12時，該系統在墨西哥圖盧姆東南偏南方向約138公里處降級為熱帶風暴。風暴在當天晚上開始轉向北移動，強烈的風切變令風暴繼續減弱。10月28日凌晨2時，風暴以風力時速95公里在帕默爾附近登陸，即普拉亞德爾卡曼西南約19公里。強烈的風切變令中心附近的所有對流消散，當天下午18時，麗娜在尤卡坦海峡退化成殘留低氣壓。麗娜的殘留在冷鋒前方的低層流動中向東北偏東部和東方移動，並在第二天早上在古巴西端的東南方消散。

## 防災措施和影響

### 拉丁美洲

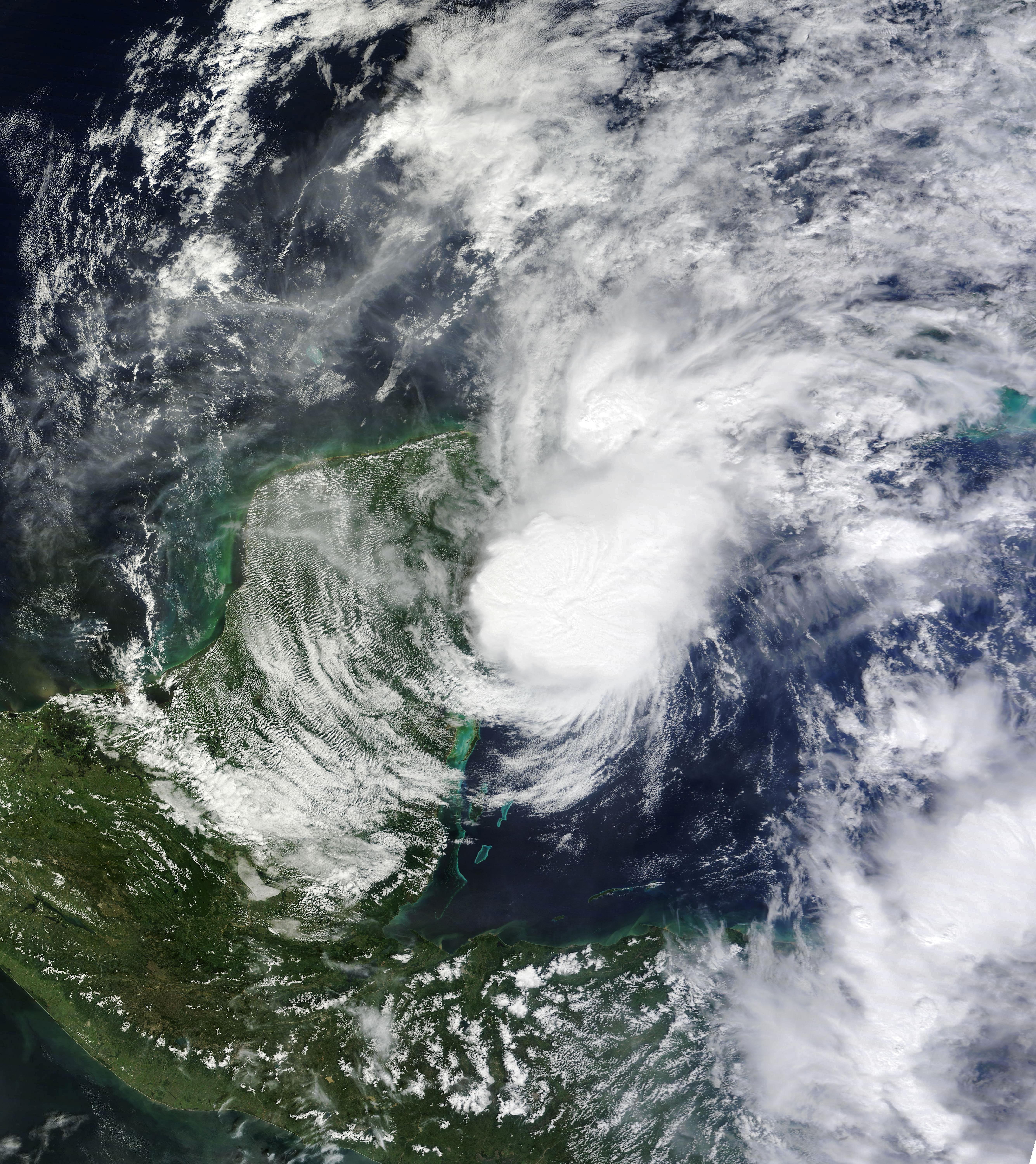
熱帶風暴麗娜在10月27日逼近尤卡坦半岛

獲得命名後，麗娜促使從尼加拉瓜蓬塔卡斯蒂利亞到洪都拉斯-尼加拉瓜邊界接獲熱帶風暴觀察預警；系統在其北方經過後，上述觀察預警予以取消。10月25日上午9時，從墨西哥切图马尔至蓬塔格雷薩接獲熱帶風暴觀察預警，
而從蓬塔格魯薩到坎昆則接獲的颶風觀察預警。在同一天的下午15時，兩個觀察預警修正為警告。經過幾次發出和修改後，所有熱帶氣旋警告在10月28日下午15時取消。
為防範風暴，尼加拉瓜總統丹尼尔·奥尔特加命令一艘海軍船隻撤離該國低窪地區的居民；然而，這艘船失去聯繫達兩天。所有29名乘客後來被發現，而且沒有受傷。同時，嘉年華郵輪改變了八艘船隻的行程，以避免該發展中的氣旋。金塔納羅奧州州長命令數百人從蓬塔阿倫撤離到避難所。在坎昆，當局設立了50個緊急避難所，而城市的居民購買物資並補給了天然氣。城市內外的海洋公園被迫將22隻海豚移到內陸更安全的地方。小船和噴氣滑雪板從當地的碼頭拖離，而附近購物中心的工作人員則開始加固窗戶。美国国家航空航天局被迫中斷環境任務，以避免途經颶風預計的路徑。
在尤卡坦半岛登陸時，麗娜在阿凡陀斯港產生的最大陣風接近每小時71公里。除此之外，由於系統突然減弱，因此其影響微不足道。

### 美國
在尤卡坦半島內陸減弱時，冷鋒從麗娜吸收水分，導致佛罗里达州中部和南部産生降雨。10月29日早上，南棕櫚灘縣和北布劳沃德县接獲洪水警告。此後不久，棕櫚灘縣和布勞沃德縣的其餘地區接獲洪水觀察預警，還包括柯里爾縣、沼澤縣、亨德里縣和迈阿密-戴德县。據報佛羅里達州西岸有大量降雨，在那不勒斯記錄了100毫米的降水。在麥爾茲堡北部更偏遠的地區，佛羅里達州西南部國際機場約有63毫米的降雨。據報導，德拉雷海灘向南延伸至帕克兰和科勒爾斯普林斯有廣泛的洪災。警察報告在科勒爾斯普林斯中有大量運河氾濫。在西棕榈滩，棕櫚灘國際機場的降雨量達74毫米。據報導，霍布桑德受龍捲風襲擊，損壞了幾座房屋。此外，該地區還有電線桿和樹木倒塌的報告。